# RAN (漫畫家)
RAN（1982年1月3日—），本名澤野陵，日本男性漫畫家，新潟縣出身，日本動漫專門學校（JAM）畢業，是日本男性漫畫家YUI的雙胞胎弟弟。2003年在講談社《Magazine Special》連載赤松健原案的漫畫《陸上防衛隊》，是其首部連載漫畫。2007年在講談社《月刊少年天狼星》連載原創漫畫《女僕戰記》，是其第二部連載漫畫與第一部原創漫畫。

## 作品
- 《陸上防衛隊》（陸上防衛隊まおちゃん）：赤松健原案，講談社發行，東立出版社代理台灣及香港中文版。
- 《女僕戰記》（メイド戦記）：講談社發行，尖端出版代理台灣中文版，天下出版代理香港中文版。
- 《星刻龍騎士》（星刻の竜騎士）：瑞智士記原作，Media Factory發行，尖端出版代理台灣及香港中文版。